# Atlantic-City-Konferenz
Die Atlantic-City-Konferenz bezeichnet eine viertägige Zusammenkunft hochrangiger Mobster der amerikanischen Cosa Nostra und der Kosher Nostra, die zwischen dem 13. und dem 16. Mai 1929 in Atlantic City stattgefunden haben soll. Von den meisten Verbrecherhistorikern wird diese Zusammenkunft als das früheste Gipfeltreffen der kriminellen Unterwelt betrachtet, das in den Vereinigten Staaten bis dato abgehalten wurde und gilt als erster Schritt zur Gründung des sogenannten National Crime Syndicates.
Eindeutige Details zur besagten Konferenz sind heute schwer zu belegen. Jedoch wird angenommen, dass viele einflussreiche Mobster auf der Konferenz darüber sprachen, wie man künftig die heftigen Kriege im Alkoholschmuggel-Geschäft in New York City und Chicago vermeidet und auch über den Ausbau anderer illegalen Operationen, um den Gewinnverlust nach der wahrscheinlichen Aufhebung der Prohibition ausgleichen zu können.

## Die Konferenz
Die Konferenz wurde von Meyer Lansky, „Johnny“ Torrio, „Lucky“ Luciano und Frank Costello einberufen. Der Organisator der Konferenz war der korrupte und äußerst einflussreiche Politiker Enoch „Nucky“ Johnson, der für die Hotelunterbringungen sowie die Unterhaltung sorgte und ebenso garantierte, dass es keine Einmischung der örtlichen Behörden geben würde. Untergebracht wurden die Mobster im Ritz-Carlton und dem Ambassador Hotel. Die ersten drei Tage gab es eine konstante Runde von Partys in den Hotels und Nucky Johnson lieferte Mengen an Alkohol, Essen und Mädchen für die Unterhaltung.
Die größte Delegation der Konferenz stammte aus dem Raum New York. Die Bande mit dem größten Einfluss im mittleren Westen wurde durch die Bande von „Al“ Capone aus Chicago repräsentiert. Zwei der mächtigsten Anführer der kriminellen Unterwelt, „Joe“ Masseria und Salvatore Maranzano aus New York City, wurden jedoch nicht eingeladen, da sie als sogenannte Mustache Petes stets die traditionellen Ideale und Geschäftspraktiken der alten Heimat beibehalten wollten und die Zusammenarbeit mit anderen ethnischen Banden außerhalb der italienischen Unterwelt nur im geringen Maße duldeten.
Sie führten ihre privaten Gespräche in Konferenzräumen des Hotels durch. Jedoch wurden nicht alle Sitzungen in einem Raum am langen Tisch gehalten, sondern auch spazierend im Freien und am Strand. Dieser Umstand machte die Konferenz bei den lokalen Zeitungen zu keinem großen Geheimnis und so wurden Zeitungen mit Fotos von Al Capone und anderen prominenten Delegierten geschmückt, wie sie beispielsweise an der New Jersey Uferpromenade spazierten oder am Strand ihre Füße ins Wasser tauchten.

## Tagesthemen
Unter den Teilnehmern gab es einige wichtige Punkte zu diskutieren. Man sprach über die stetige Konkurrenz im Schmuggelgeschäft und wie man den Profit unter den Banden am besten aufteilte. Es wurde beschlossen, sich während des Restes der Prohibitionszeit nicht mehr zu bekämpfen und zusammenzuarbeiten, um Ressourcen und Gewinne zu maximieren und ein nationales Monopol im illegalen Schnapsgeschäft zu entwickeln.
Man sprach über die eventuelle Aufhebung der Prohibition und somit künftig größere Investitionen in Glücksspielgeschäften wie Buchmacherei, Pferderennen und Casinos zu tätigen. Man sprach darüber, legitimere Brauereien, Brennereien und ein neues Schnapsimport-Geschäftsmodell zu schaffen, Investitionen in das legitime Spirituosengeschäft zu tätigen und durch den Besitz von Diskotheken, Bars und Restaurants den Alkohol zu vertreiben und Gewinne somit zu maximieren.
Ebenso sprach man über wachsende Gewalt in Chicago und wachsenden Druck der Medien und Behörden durch Gewalttaten wie zum Beispiel das sogenannte Valentinstag-Massaker und wie man dagegen vorgehen könne. Al Capone willigte nach vielen Diskussionen und Ablehnungen ein, sich als gewähltes „Opferlamm“ mit einer geringfügigen Anklage festnehmen zu lassen, um so den Druck auf die Unterwelt zu verringern, während sein ehemaliger Boss von Al Capone namens Johnny Torrio die vorläufige Führung übernahm und Luciano und die anderen Bosse ihn unterstützten. Nach Abschluss der Konferenz gingen Capone und sein Leibwächter „Frank“ Rio nach Philadelphia, wo sie von zwei freundlichen Polizisten verhaftet wurden. Capone und Rio wurden zu einem Jahr Gefängnis verurteilt, wurden aber bereits nach einigen Monaten wieder aus der Haft entlassen.

## Teilnehmer
| Name                                  | Zuordnung                   | Stadt         | Position        | Anmerkung   |
| ------------------------------------- | --------------------------- | ------------- | --------------- | ----------- |
| Enoch Lewis „Nucky“ Johnson           |                             | Atlantic City | Boss            | Organisator |
| Charles „Lucky“ Luciano               | Masseria-Familie            | New York City | Lieutenant      | Initiator   |
| Frank Costello                        | Masseria-Familie            | New York City | Soldato         | Initiator   |
| Joe Adonis                            | Masseria-Familie            | New York City | Soldato         |             |
| Vito Genovese                         | Masseria-Familie            | New York City | Soldato         |             |
| Guarino „Willie“ Moretti              | Masseria-Familie            | New York City | Soldato         |             |
| Francesco „Frank“ Scalice             | Al Mineo-Clan               | New York City | Lieutenant      |             |
| Vincent Mangano                       | Al Mineo-Clan               | New York City | Lieutenant      |             |
| Albert Anastasia                      | Al Mineo-Clan               | New York City | Soldato         |             |
| Carlo Gambino                         | Al Mineo-Clan               | New York City | Soldato         |             |
| Tommaso „Tommy“ Gagliano              | Reina-Gang                  | New York City | Underboss       |             |
| Thomas „Tommy“ Lucchese               | Al Mineo-Clan               | New York City | Lieutenant      |             |
| Alphonse Gabriel „Scarface Al“ Capone | Chicago Outfit              | Chicago       | Boss            |             |
| Francesco Raffaele „Frank“ Nitti      | Chicago Outfit              | Chicago       | Underboss       |             |
| Giovanni „Johnny“ Torrio              | Chicago Outfit              | New York City | stiller Berater | Initiator   |
| Franklin „Frank“ Rio                  | Chicago Outfit              | Chicago       | Soldato         |             |
| Jake „Greasy Thumb“ Guzik             | Chicago Outfit-Assoziierter | Chicago       | Associate       |             |
| Frank McErlane                        | Saltis-McErlane Gang        | Chicago       | Boss            |             |
| John „Brother John“ Lazia             | Kansas City-Familie         | Kansas City   | Lieutenant      |             |
| Santo Trafficante, Sr.                | Tampa Mafia                 | Tampa         | Underboss       |             |
| Sylvestro „Dam“ Carolla               | Matranga-Familie            | New Orleans   | Lieutenant      |             |
| Frank „Butsey“ Morelli                | Neuengland-Familie          | Providence    | Boss            |             |
| Frank „The Cheeseman“ Cucchiara       | Neuengland-Familie          | Boston        | Lieutenant      |             |
| Charles „King“ Solomon                | Seven Group                 | Boston        |                 |             |
| Max „Boo Boo“ Hoff                    | Seven Group                 | Philadelphia  |                 |             |
| Harry „Nig“ Rosen                     | Seven Group                 | Philadelphia  |                 |             |
| Waxey Gordon                          |                             | Philadelphia  |                 |             |
| Irving Bitz                           |                             | Philadelphia  |                 |             |
| Charlie Schwartz                      |                             | Philadelphia  |                 |             |
| Samuel Lazar                          |                             | Philadelphia  |                 |             |
| Morris Barney „Moe“ Dalitz            | Little Jewish Navy          | Cleveland     |                 |             |
| Louis Rothkopf                        | Little Jewish Navy          | Cleveland     |                 |             |
| Leo „Charles Polizzi“ Berkowitz       | Little Jewish Navy          | Cleveland     |                 |             |
| Abe Bernstein                         | Purple Gang                 | Detroit       | Boss            |             |
| William „Bugs Bill“ Bernstein         | Purple Gang                 | Detroit       |                 |             |
| Meyer Lansky                          | Bugs and Meyer Mob          | New York City | Boss            | Initiator   |
| Benjamin „Bugsy“ Siegel               | Bugs and Meyer Mob          | New York City | Boss            |             |
| Dutch Schultz                         | Bugs and Meyer Mob          | New York City | Boss            |             |
| Abner „Longy“ Zwillman                | Bugs and Meyer Mob          | New Jersey    |                 |             |
| Louis „Lepke“ Buchalter               | Brownsville Boys            | New York City | Boss            |             |
| Jacob „Gurrah“ Shapiro                | Brownsville Boys            | New York City | Boss            |             |
| Owney Madden                          |                             | New York City | Boss            |             |
| Frank Erickson                        |                             | New York City |                 |             |